# Ёнэяма, Ацуси
Ацуси Ёнэяма (яп. 米山 篤志, род. 20 ноября 1976, Уцуномия) — японский футболист и тренер. 

## Клубная карьера
На протяжении своей футбольной карьеры выступал за клубы «Токио Верди», «Кавасаки Фронтале», «Киото Санга», «Тотиги».

## Карьера в сборной
В 2000 году сыграл за национальную сборную Японии один матч.

## Достижения
- Обладатель Кубка Императора: 2004